# Ragazza in un bosco
Ragazza in un bosco (in olandese Meisje in het bos) è un dipinto a olio su tela di Vincent van Gogh, di 39x59 cm, eseguito nell'agosto 1882 a L'Aia, e conservato nel museo Kröller-Müller di Otterlo. Il dipinto non è firmato.

## Storia
Con la fine del 1881 ma, soprattutto, col 1882, Van Gogh passa dal semplice disegno al dipinto, convinto che
(Lettera 223 al fratello Théo van Gogh)
Per esercitarsi trova una ricca fonte di soggetti nei paesaggi attorno a L'Aja, in particolare nei boschi, “già molto autunnali” . Uno dei paesaggi di questo periodo è questa scena del bosco: una ragazza vestita di bianco appoggiata ad un grosso tronco di albero, un tappeto di foglie che coprono il terreno. Per essere vendibile, il pittore lo carica di luminosità, per essere certo che “si può respirare in esso, e camminarvi e sentire l'odore del bosco” . Nella stessa lettera al fratello Théo, Vincent traccia uno schizzo del dipinto.